# Høvik

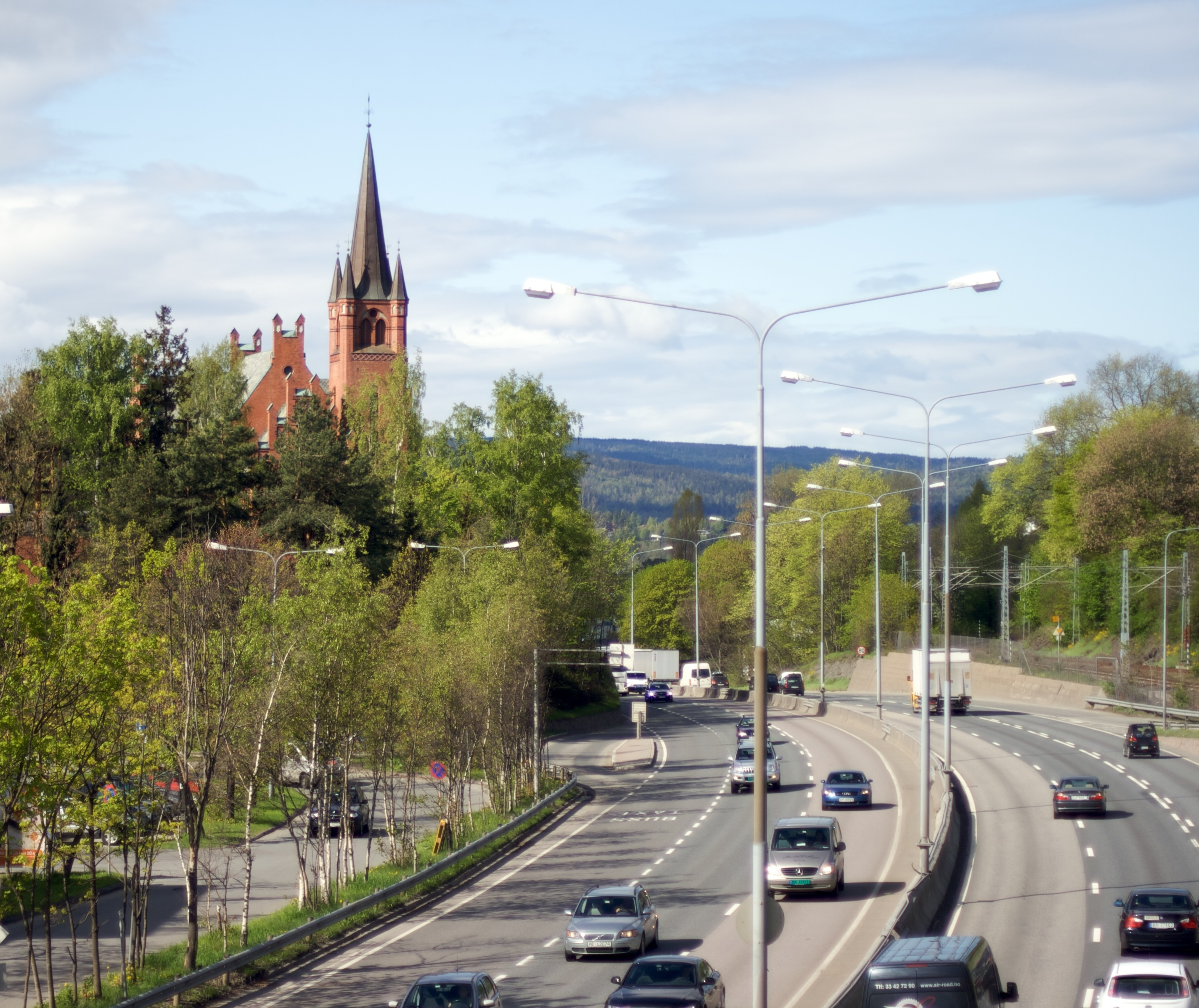
E18 passerar Høviks kyrka.

Høvik är en ort vid en vik i Oslofjorden i Bærums kommun utanför Oslo i Norge. Det är i huvudsak ett bostadsområde med 4 172 invånare (2005). Det ingår i Oslo tätort.
Høvik har en 100 år gammal tegelstenskyrka, ett antal kontorsbyggnader och en järnvägsstation på Drammensbanen, även E18 och E16 passerar genom Høvik. I parkområdet Høvikodden i Høvik ligger Henie-Onstad kunstsenter och Det Norske Veritas huvudkontor. Det är ett populärt friluftsområde med en park och gångväg längs Oslofjorden. Det finns också ett gravfält med rösen som är fredat. I övrigt består området mest av villabebyggelse samt en del låga flerfamiljshus. Området utnämndes till Bærums kommuns tusenårsplats, vilket var platser som alla fylken och kommuner i Norge utsåg i samband med millennieskiftet år 2000. 